# 回音湖 (佛羅里達州波爾克縣)
回音湖（英語：Lake Echo，又譯回聲湖）是位於美國佛羅里達州波爾克縣萊克阿爾弗雷德的一處湖泊，表面積為68.92-英畝（278,900-平方）。形狀幾乎爲圓形。其東岸、北岸、南岸被住宅區包圍，西岸與西南岸被柑橘園包圍，東南岸被一片樹林包圍。向西360英尺（110）為康明斯湖。
回音湖共有2個公共通道。一個位於其西北端，即南諾維納大道的盡頭。是回音湖的船塢所在地，包括一個公共船塢以及一個公共釣魚船塢。一個位於其南端，即南内科馬大道的盡頭。是回音台船塢，包括一個公共釣魚船塢以及野餐桌。湖邊沒有公共的游泳海灘。此外，其東南岸的一條運河通向羅謝爾湖，但是這條運河並未經常充滿水，所以任何船隻皆無法在此航行。從專業的角度上來説，由於回音湖與羅謝爾湖相連，因此它屬於溫特黑文湖鏈北部水系的一部分。目前在回音湖中并沒有關於魚種的相關信息。